# Майнівка
Ма́йнівка — село в Україні, у Бобровицькій міській громаді Ніжинського району Чернігівської області. Населення становить 52 особи. Належить до Озерянського старостинського округу.

## Історія
4 квітня 1875 року вдова полковника поміщиця О. О. Майнова склала духовний заповіт, згідно з яким заповідала маєток і 492 десятини землі в Козелецькому повіті Чернігівської губернії і 118 десятин у Московській губернії на відкриття при Щаснівці сільськогосподарського ремісничого училища. Невдовзі поміщиця померла, і лише через 15 років була виконана її воля. Сільськогосподарську і ремісничу школу першого розряду назвали Майнівкою. 
1892 року - відсутнє в переліку населених пунктів[джерело?].
12 червня 2020 року, відповідно до розпорядження Кабінету Міністрів України № 730-р «Про визначення адміністративних центрів та затвердження територій територіальних громад Чернігівської області», увійшло до складу Бобровицької міської громади. 
19 липня 2020 року, в результаті адміністративно-територіальної реформи та ліквідації Бобровицького району, увійшло до складу Ніжинського району Чернігівської області.